# チオマルガリータ属
チオマルガリータ属（チオマルガリータぞく、Thiomargarita）はPseudomonadota門ガンマプロテオバクテリア綱ベギアトア目ベギアトア科の属の一つである。グラム陰性の非芽胞形成好気性のフィラメント状の桿菌。硫化水素を酸化させて元素硫黄にする硫黄酸化菌の一種で、運動性はない。2015年現在、原核生物のうちで最も細胞が大きく、肉眼で確認ができる場合もある。属名は硫黄の真珠を意味する。GC含量は42前後。
チオプロカ属に近縁で、ナミビアの海岸での酸素濃度の低い海域で発見されている。

## 下位分類（種）
以下の種を含む(2024年9月現在)。

### IJSEMに正式承認されている種
- Thiomargarita namibiensis　チオマルガリータ・ナミビエンシス

Schulz et al. 1999 (IJSEMリストに掲載 1999)

### Candidatus
- "Candidatus Thiomargarita joergensenii"　チオマルガリータ・ジョエルゲンセニイ

Salman et al. 2011 (IJSEMリストに掲載 2020)
- "Candidatus Thiomargarita magnifica"　チオマルガリータ・マグニフィカ

Volland et al. 2022
- "Candidatus Thiomargarita nelsonii"　チオマルガリータ・ネルソニイ

Salman et al. 2011 (IJSEMリストに掲載 2020)